# Johanna Cornelia von Oeyen
Johanna Cornelia Freifrau von Oeyen OCist (* 15. Juli 1740; † 24. April 1805) war Äbtissin des Klosters Gnadental in Neuss.

## Leben
Sie war eine Tochter des Johann Nicolaus Ernst Freiherr von Oeyen und Maria Elisabeth Domicella Beerens. Von den Eltern katholisch erzogen, trat sie am 1. September 1756 in das Zisterzienserkloster Kloster Gnadental ein. Bei der Aufnahme ins Kloster zahlte der Vater ein Statutengeld von 200 Thaler für den Unterricht in Gesang, an die Novizenmeisterin 10 Thaler und bei der Einkleidung 1/2 Ohm Wein. Bei der Profession zahlte der Vater einen Ohm Wein und bestritt außerdem die Kosten für die Mahlzeiten.
Johanna Cornelia von Oeyen wurde Priorin, 1780 Administratorin und 1782 Äbtissin des Klosters, bis zu dessen Auflösung im Jahr 1802 als Folge der Napoleonischen Kriege. Sie starb am 24. April 1805.